# هوبارت بی، آلاسکا
هوبارت بی (به انگلیسی: Hobart Bay) شهرکی در ناحیه سرشماری هوناه-آنگون، آلاسکا ایالت آلاسکا است که جمعیت آن در سرشماری سال ۲۰۰۰ میلادی ۳ نفر بوده‌است.